# Liste der Naturdenkmäler in Wien/Neubau
Die Liste der Naturdenkmäler in Wien/Neubau listet alle als Naturdenkmal ausgewiesenen Objekte im 7. Wiener Gemeindebezirk Neubau auf. Bei den sechs Naturdenkmälern handelt es sich laut Definition der Stadt Wien um fünf Einzelnaturdenkmäler und ein flächiges Naturdenkmal.

## Naturdenkmäler
| Foto |                 | Name                                                             | ID  | Standort                                               | Beschreibung | Fläche | Datum      |
| ---- | --------------- | ---------------------------------------------------------------- | --- | ------------------------------------------------------ | --- | ------ | ---------- |
| 0 BW | Datei hochladen | 2 Baumhaseln (Corylus colurna), Sommerlinde (Tilia platyphyllos) | 71  | Wien, Schottenfeldgasse 75a KG: Neubau Standort        | Das Naturdenkmal im Hof des Hauses Schottenfeldgasse 5a besteht aus zwei Baum-Haseln (Corylus colurna) und einer Sommer-Linde (Tilia platyphyllos). Die Unterschutzstellung erfolgte infolge der Schönheit der Bäume sowie des besonderen Gepräges im dichtverbauten Areal.                                                                                            |        | 21.06.1938 |
| 0 BW | Datei hochladen | Biedermeiergarten                                                | 730 | Wien, Seidengasse 31 KG: Neubau Standort               | Der Bierdermeiergarten im Hof des Hauses Seidengasse 31 besteht aus Stauden- und Sommerblumenbeeten, einem Birnbaum, zwei Zwetschkenbäumen und zwei Marillenbäumen. Zudem beherbergt er ein mit Efeu bewachsenes Salettl. Entlang der Hausmauer wachsen Rosensträucher, Efeu und Wilder Wein.Anmerkung: Zweiter Hinterhof, kein Zugang durch den Hof Nr. 31            |        | 01.02.1988 |
| 0 BW | Datei hochladen | Roßkastanie (Aesculus hippocastanum)                             | 731 | Wien, Halbgasse 8 KG: Neubau Standort                  | Die Gewöhnliche Rosskastanie (Aesculus hippocastanum) im Hof des Hauses Halbgasse 8 wurde 1988 unter Schutz gestellt, nachdem im Frühjahr 1987 festgestellt worden war, dass sie zu den wenigen gesunden, mächtigen und gerade gewachsenen Bäumen des Bezirks zählt.                                                                                                   |        | 21.03.1988 |
| 1    | Datei hochladen | Feldulme (Ulmus minor)                                           | 794 | Wien, Burggasse vor ONr. 26 KG: Neubau Standort        | Die Feldulme (Ulmus minor) wächst auf einem schmalen Grünstreifen zwischen Fahrbahn und Nebenfahrbahn in der Burggasse. Auf Grund von Stromleitungen sowie aus Verkehrsgründen muss die Krone im unteren sowie im Randbereich laufend beschnitten werden. Ihren Schutzstatus erhielt die Ulme auf Grund ihrer Größe und ihrer Rolle für das Ortsbild.                  |        | 08.08.2006 |
| 1    | Datei hochladen | Götterbaum (Ailanthus altissima)                                 | 797 | Wien, Lindengasse 46 KG: Neubau Standort               | Bei dem Götterbaum (Ailanthus altissima) im Innenhof des Hauses Lindengasse 46 handelt es sich um ein altes mächtiges Exemplar. Ursprünglich beherbergte der Hof mit seinen Blumen und Pflanzen im Stil des 19. Jahrhunderts einen Pavillon sowie zwei Götterbäume. |        | 26.03.2007 |
| 1    | Datei hochladen | 2 Kugeltrompetenbäume (Catalpa bignonioides „Nana“)              | 820 | Wien, Schrankgasse 7–9, Parkanlage KG: Neubau Standort | Die beiden Kugeltrompetenbäume befinden sich zu beiden Seiten eines Fußweges durch eine kleine Parkanlage gegenüber den Häusern Schrankgasse 7–9. Sie verdanken ihren Schutz ihren ortsbildprägenden Freistandskronen sowie ihrer Lage in einer weitestgehend baumlosen Umgebung, wodurch sie sowohl eine gestalterische als auch kleinklimatische Funktion innehaben. |        | 13.08.2010 |

| Foto:                    | Fotografie des Naturdenkmals. Klicken des Fotos erzeugt eine vergrößerte Ansicht. Daneben finden sich zwei Symbole: \| Weitere Bilder vorhanden \| Das Symbol bedeutet, dass weitere Fotos des Objekts verfügbar sind. Durch Klicken des Symbols werden sie angezeigt. \| \| Eigenes Foto hochladen \| Durch Klicken des Symbols können weitere Fotos des Objekts in das Medienarchiv Wikimedia Commons hochgeladen werden. \| |
| Name:                    | Bezeichnung des Naturdenkmals laut offiziellen Quellen |
| ID                       | Identifikator |
| Standort:                | Es ist die Gemeinde und falls vorhanden die Adresse angegeben. Darunter sind die Katastralgemeinde (KG) und die Grundstücksnummer angeführt. Durch Aufruf des Links Standort wird die Lage des Denkmals in verschiedenen Kartenprojekten angezeigt. |
| Beschreibung             | Kurze Beschreibung des Naturdenkmals |
| Fläche                   | Fläche des Naturdenkmals in Hektar (ha) |
| Datum                    | Datum oder Jahr der Unterschutzstellung |
| Weitere Bilder vorhanden | Das Symbol bedeutet, dass weitere Fotos des Objekts verfügbar sind. Durch Klicken des Symbols werden sie angezeigt. |
| Eigenes Foto hochladen   | Durch Klicken des Symbols können weitere Fotos des Objekts in das Medienarchiv Wikimedia Commons hochgeladen werden. |